# 阿里埃勒·鲁宾斯坦
阿里埃勒·鲁宾斯坦（希伯来语：‎，1951年4月13日—），以色列经济学家，研究方向为博弈论。

## 生平
1972 - 1979年就读于耶路撒冷希伯来大学。2006年起任特拉维夫大学经济学院教授、纽约大学经济系教授。1982年他出版了"Perfect equilibrium in a bargaining model"，该书是对讨价还价理论的重大贡献。